# Simon Picone
Pas d'image ? Cliquez ici

a Compétitions nationales et continentales officielles uniquement.

b Matchs officiels uniquement.
Simon Picone, né le 26 septembre 1982 à Rome (Italie), est un joueur international italien de rugby à XV évoluant au poste de demi de mêlée.

## Carrière

### En club
Simon Picone quitte le Benetton Trévise, club auquel il joue depuis 2003, à cause d'une trop forte concurrence de la nouvelle génération (Gori, Semenzato et Botes). En effet en deux saisons en Celtic League, Simon Picone joue vingt matchs, dont seulement deux en tant que titulaire.

### En sélection nationale
Simon Picone honoré sa première cape internationale le 20 mars 2004 avec l'équipe d'Italie pour une défaite 19 à 3 contre l'Irlande et sa dernière lors d'un test match contre l'Afrique du Sud en juin 2010.

## Palmarès

### En club
- Vainqueur du Championnat d'Italie en 2004, 2006, 2007, 2009 et 2010 avec le Benetton Trévise.

### En sélection nationale
- 23 sélections de 2004 à 2010 : 2 en 2004, 1 en 2005, 8 en 2006, 5 en 2008, 4 en 2009, 3 en 2010[2].
- 1 essai, 5 points[2].
- Tournoi des Six Nations disputé: 2004, 2005, 2006, 2008, 2010[2].